# 105°C의 너를 사랑해
〈105°C의 너를 사랑해〉(중국어 간체자: 热爱105°C的你, 병음: rèài yìbǎilíngwǔ dù de nǐ 러아이이바이링우두더니[*], 한자음: 열애백오도적니)는 아쓰의 노래이다. 왓슨스 증류수의 광고 노래로 사용됐다. 

## 인터넷 밈
톈이밍이 노래를 커버한 영상을 TikTok에 게재하였으며, 2021년 하반기에 해당 영상이 슈퍼 아이돌 밈으로 페이스북을 통해서 인기를 끌게 되었다.

### 내용주
1. ↑  노래 가사의 첫 소절 ‘Super Idol的笑容 都没你的甜’에서 ‘Super Idol’로 시작하여 붙여진 이름이다.

### 참조주
1. ↑  강호욱 (2022년 1월 28일). “틱톡에서 유행하고 있는 ‘슈퍼 아이돌 밈’은 무엇?”. 《차이나 헤럴드》. 2022년 1월 30일에 원본 문서에서 보존된 문서. 2022년 1월 30일에 확인함.